# Asterix – Sieg über Cäsar
Asterix – Sieg über Cäsar (Originaltitel: Astérix et la Surprise de César) ist der vierte Asterix-Zeichentrickfilm aus dem Jahr 1985, der hauptsächlich auf den beiden Comicbänden Asterix als Legionär und Asterix als Gladiator basiert.

## Handlung
Als Obelix auf dem Weg in den Wald ist, um mit Asterix zusammen Wildschweine zu jagen, trifft er auf Falbala, in die er sich auf der Stelle verliebt. Falbala ist die schöne Nichte von Majestix, die gerade aus Lutetia zurückgekommen ist, wo sie ihr Studium absolviert hat. Zum Leidwesen von Obelix ist Falbala allerdings bereits mit Tragicomix, dem Sohn eines Häuptlings, verlobt.
In Rom soll Gaius Obtus eine überwältigende Siegesfeier für Julius Cäsar ausrichten. Bei erfolgreicher Ausrichtung der Feier würde Cäsar ihn zum reichsten Mann von Rom machen; sollte er jedoch versagen, würde er den Löwen zum Fraße vorgeworfen.
Als Falbala und Tragicomix im Wald von Aremorica spazieren gehen, werden sie von einem Trupp Römern unter dem ehrgeizigen, aber noch unerfahrenen Decurio Superbus gefangen genommen. Anstatt den Zenturio mit der Gefangennahme zu beeindrucken, ist dieser entsetzt und verärgert über Superbus – wohl wissend, dass dies nur die Gallier dazu provozieren würde, das Lager der Römer anzugreifen, um ihre Freunde zu befreien. So schickt er Superbus zusammen mit den Gefangenen nach Condate, von wo sie mit der Fremdenlegion nach Afrika geschickt werden sollen.
Die verärgerten Gallier überrennen kurze Zeit später auch tatsächlich das Lager der Römer, wo sie enttäuscht die Abwesenheit ihrer Freunde feststellen müssen. Asterix und Obelix sollen nun den Römern folgen und Falbala und Tragicomix zurückholen. In Condate erfahren sie, dass die beiden in ein Lager in der afrikanischen Wüste geschickt wurden. Deshalb entscheiden sie sich, der Fremdenlegion beizutreten, da sie ihnen so am schnellsten folgen können. Nachdem beide bei Zenturio Briseradius ihre Ausbildung erfolgreich absolviert haben, geht es weiter nach Massilia, wo sie ein Schiff nach Afrika besteigen.
Unterdessen befinden sich Falbala und Tragicomix im Römerlager von Zenturio Aerobus in der afrikanischen Wüste. Es gelingt ihnen, aus dem Lager zu fliehen, jedoch liegt vor ihnen nur die unendliche Weite der Wüste. Doch scheinbar haben die beiden Glück, als eine Kamelkarawane vorbeikommt und sie bis zum Meer mitgenommen werden. Bald stellt sich jedoch heraus, dass es sich um Sklavenhändler handelt, welche die beiden sogleich nach Rom an den Sklavenhändler Farfelus verkaufen. In Rom erpresst der oberste Gladiatorentrainer Gaius Obtus den Händler Farfelus, sodass er ihm die beiden Gallier zum Geschenk macht.
In der Wüste treffen Asterix und Obelix auf die Karawane der Sklavenhändler und erfahren von ihnen, dass sie die beiden Gallier als Sklaven verkauft haben. So machen sich die beiden nun auch auf den Weg nach Rom. Vor Ort schaffen sie es auf ähnliche Weise wie Gaius Obtus, von Farfelus zu erfahren, an wen dieser Tragicomix und Falbala verkauft hat. In der Zwischenzeit werden in Rom Falbala und Tragicomix Cäsar vorgeführt. Da sich die beiden Cäsar nicht unterwerfen wollen, sollen sie im Kolosseum den Löwen vorgeworfen werden.
Gaius Obtus entdeckt derweil die unglaublichen Kräfte von Obelix und will ihn samt Asterix, den er für seinen Trainer hält, als Gladiatoren zwangsrekrutieren. Da Asterix seinen Zaubertrank beim Besuch in den Thermen liegengelassen und sich obendrein mit Obelix gestritten hat und somit kurz allein unterwegs ist, können ihn die Männer von Gaius Obtus gefangen nehmen und ihn in ein Kellerverlies einsperren. Obelix gelingt es, Asterix aufzuspüren und ihn aus dem Verlies zu retten, kurz bevor dieses drohte mit Wasser vollzulaufen. Idefix hat in der Zwischenzeit die Flasche mit dem Zaubertrank in einem Abwasserkanal vorbeischwimmen sehen und folgt dieser – von Obelix unbemerkt.
Asterix und Obelix erfahren, dass sich Falbala und Tragicomix im Kolosseum befinden. Da sie aufgrund der vielen Wachen nicht ins Kolosseum können, entschließen sie sich, sich freiwillig bei Gaius Obtus als Gladiatoren zu melden. Der schickt sie hocherfreut zu seinem Gladiatorentrainer Briseradius, mit dem die beiden bereits in Condate als Ausbilder der Fremdenlegionäre Bekanntschaft gemacht hatten.
Idefix hat in der Zwischenzeit die Flasche mit dem Zaubertrank aus dem Abwasser geholt und ist damit auf dem Weg ins Kolosseum, wo gerade die Siegesfeier für Cäsar beginnt. Da der gallische Wagenlenker Formulix sich verspätet hat, übernehmen Asterix und Obelix das Wagenrennen, das sie auch gewinnen. Nachdem die beiden auch den Gladiatorenkampf gewonnen haben, werden Falbala und Tragicomix mit ihnen in die Arena geschickt. Gerade als man die Löwen zu ihnen freilässt, kommt Idefix mit dem Zaubertrank als Retter in der Not. Während Asterix und Tragicomix gestärkt durch den Zaubertrank die Löwen besiegen, ist Obelix vom erneuten Anblick Falbalas so betört, dass er aus Versehen eine Säule umrennt und so einen Teil des Kolosseums zum Einsturz bringt. Cäsar gewährt den Galliern großzügig die Freiheit, und so können sie wieder in ihr Dorf zurückkehren, wo sie ein Fest feiern.

## Hintergrund
Um die Darstellung der Charaktere entsprechend den Comics umzusetzen, wurden die 149 Einzelfiguren und 6.000 Hintergründe mit 355 verschiedenen Farben gestaltet, wofür schließlich eine halbe Tonne Farbe, 12.900 Bleistifte und 1.000 Pinsel verwendet wurden. Zudem wurden 50 Kilometer Klebeband verbraucht, 70.000 Zelluloid-Folien koloriert und 45.000 Blatt Papier bemalt, um insgesamt 120.000 Zeichnungen mit einer speziellen Trickkamera aufzunehmen.
Der Film verwendet eine Reihe lateinischer Zitate. So benutzt der Zenturio nach der Demolierung des römischen Lagers eine Abwandlung der Worte „Ich kam, ich sah, ich siegte“ („Veni, vidi, vici“), indem er sagt: „Ich kam, ich sah, ich siegte nicht“ („Veni, vidi, non vici“). Nachdem Asterix in der gleichen Szene von ihm ablässt, sagt der Zenturio den Satz: „Die Würfel sind gefallen“ („Alea iacta est“). Darüber hinaus grüßen die Gladiatoren Cäsar mit den Worten „Ave Caesar, morituri te salutant“ („Heil dir, Caesar, die Todgeweihten grüßen dich!“).
Kinostart in Frankreich war am 11. Dezember 1985, in der Bundesrepublik Deutschland am 6. März 1986 und in der DDR am 9. Oktober 1987.
Das für den Film von Vladimir Cosma komponierte Titellied Astérix est là wurde von Plastic Bertrand gesungen, der für die deutsche Fassung auch den Titel mit deutschem Text (Asterix ist da) singt.
In der deutschen Synchronisation von 1985 kam es zum seltenen Fall, dass die beiden Bud-Spencer-Synchronsprecher Wolfgang Hess und Arnold Marquis zusammen in einem Film zum Einsatz kamen. Eine weitere kuriosere Situation entstand bei der berlinischen Dialektfassung: Der zu befreiende Tragicomix wird von David Nathan gesprochen, Asterix von seinem leiblichen Vater Michael Pan und Obelix von seinem späteren Stiefvater Günter Schubert; zudem „leitete“ er die Rettungsaktion als Dialogregisseur.

## Kritiken
„Recht unterhaltsamer Trickfilm, wenn auch ohne besonders gute Animation und den Esprit der Vorlage.“

„Unterhaltung für Fans, perfekt gezeichnet und witzig serviert.“

„Daran, daß das Kolosseum in Rom eine Ruine ist, trägt niemand anders Schuld als der gutmütige Obelix, der zu den klassischen Zeiten des Altertums versehentlich gegen eine Säule stieß, so daß das Amphitheater zusammenbrach. Auch sonst geht Rene Goscinnys und Albert Uderzos Zeichentrickfilm (1985) nicht gerade zimperlich mit der Ewigen Stadt und den Römern um. Kritiker bemängelten allerdings unscharfe Bewegungen der Figuren und flaue Farbkompositionen.“

## Auszeichnungen
Dem Film wurde für das Erreichen von drei Millionen Kinobesuchern innerhalb von 18 Monaten die Goldene Leinwand 1987 verliehen.

## Synchronisation
| Rolle                           | Originalsprecher   | Deutsche Fassung (1986) | Berlinerische Fassung (2002) |
| ------------------------------- | ------------------ | ----------------------- | ---------------------------- |
| Asterix                         | Roger Carel        | Frank Zander            | Michael Pan                  |
| Obelix                          | Pierre Tornade     | Wolfgang Hess           | Günter Schubert              |
| Gaius Optus                     | Pierre Mondy       | Fred Maire              | Tom Deininger                |
| Julius Cäsar                    | Serge Sauvion      | Christian Rode          | Christian Rode               |
| Miraculix                       | Henri Labussière   | Arnold Marquis          | Wolfgang Völz                |
| Zenturio Briseradius            | Roger Lumont       | Niels Clausnitzer       | Axel Lutter                  |
| Falbala                         | Séverine Morisot   | Christina Hoeltel       | Carola Ewert                 |
| Tragicomix                      | Thierry Ragueneau  | Sascha Hehn             | David Nathan                 |
| Majestix                        | Jean-Pierre Darras | Walter Reichelt         | Jürgen Kluckert              |
| Decurio Superbus                | Patrick Préjean    | Udo Wachtveitl          | Bernhard Völger              |
| Verleihnix                      | Yves Barsacq       | Gernot Duda             | Uwe Jellinek                 |
| Wache vor Registratur           | –                  | Manfred Erdmann         | Gerald Paradies              |
| Koch                            | Pierre Mirat       | Bruno W. Pantel         | Hasso Zorn                   |
| Lucullus, Gehilfe des Kochs     | –                  | Fabian von Klitzing     | –                            |
| Brite                           | Alain Doutey       | Thomas Reiner           | Hans-Jürgen Dittberner       |
| Gothe                           | Paul Mercey        | Hartmut Reck            | Bernd Schramm                |
| Spanier                         | Paul Bisciglia     | Norbert Gastell         | Michael Christian            |
| Kapitän                         | –                  | Werner Abrolat          | Lutz Schnell                 |
| Sklavenhändler in der Wüste     | Michel Gatineau    | Frank Engelhardt        | –                            |
| Sklavenhändler Farfelus         | Philippe Dumat     | Donald Arthur           | Frank Ciazynski              |
| Zenturio Aerobus                | Gérard Croce       | Jochen Striebeck        | Klaus-Dieter Klebsch         |
| Spitzbärtiger Legionär          | –                  | Bernd Stephan           | Gerald Schaale               |
| Ankündiger                      | José Luccioni      | Hans-Georg Panczak      | Uwe Büschken                 |
| Automatix                       | Michel Gatineau    | Gernot Duda             | Thomas Hailer                |
| Alter Beamter                   | –                  | Leo Bardischewski       | –                            |
| Beamter                         | –                  | Manfred Erdmann         | Lutz Schnell                 |
| Bettler                         | –                  | Manfred Erdmann         | Michael Telloke              |
| Decurio                         | –                  | Willi Röbke             | Eberhard Prüter              |
| Essensausteiler                 | –                  | Fabian von Klitzing     | Thomas Hailer                |
| Leibwächter #1                  | –                  | –                       | Reinhard Scheunemann         |
| Leibwächter #2                  | –                  | Kurt Zips               | Thomas Hailer                |
| Leibwächter #3                  | –                  | Werner Abrolat          | Uwe Jellinek                 |
| Leibwächter #4                  | –                  | Manfred Erdmann         | –                            |
| Moralelastix                    | –                  | Werner Abrolat          | –                            |
| Runden-Ansager beim Wagenrennen | –                  | Bruno W. Pantel         | –                            |
| Sklavenhändler #1               | –                  | –                       | Frank Schaff                 |
| Sklavenhändler #2               | –                  | –                       | Uwe Jellinek                 |
| Sklavenhändler #3               | –                  | Günter Clemens          | –                            |
| Zenturio                        | –                  | Michael Habeck          | Andreas Mannkopff            |
| Kerkermeister                   | –                  | –                       | Uwe Jellinek                 |
| Porculus                        | –                  | –                       | Klaus Lochthove              |

## Soundtrack
- Vladimir Cosma, Plastic Bertrand: Astérix et la surprise de César. Original Motion Picture Soundtrack. Auf: Astérix chez les Bretons • Astérix et la surprise de Cesar. Cosma Cinéma Collection, Vol. 20. Pomme Musi / Larghetto Music / Sony, s. l. 1995, Tonträger-Nr. 951292 – Originalaufnahme der Filmmusik unter der Leitung des Komponisten.